# Třída Janus
Třída Janus (jinak též Palmers 27-knotters) byla třída torpédoborců Britského královského námořnictva. Celkem byly postaveny tři jednotky této třídy. Ve službě byly v letech 1895–1920.
Třída Janus představovala jednu ze sedmnácti podtříd raných britských torpédoborců od různých výrobců, které jsou souhrnně označovány jako třída A. Torpédoborce třídy A neměly jednotný design, ale důraz byl u nich kladen na jednotnou rychlost (u prvních tří podtříd 26 uzlů a u zbývajících čtrnácti podtříd 27 uzlů). Třída Janus patřila do druhé skupiny označováné jako „27-knotters“.

## Stavba
Britská loděnice Palmers Shipbuilding and Iron Company v Jarrow postavila celkem tři jednotky této třídy. Do služby byly torpédoborce přijaty v letech 1895–1896.
Jednotky třídy Janus:
| Jméno         | Založení kýlu   | Spuštěn         | Vstup do služby | Osud                                                 |
| ------------- | --------------- | --------------- | --------------- | ---------------------------------------------------- |
| HMS Janus     | 28. března 1894 | 12. března 1895 | listopad 1895   | Vyřazen 1914.                                        |
| HMS Lightning | 28. března 1894 | 10. dubna 1895  | leden 1896      | Dne 30. června 1915 se v ústí Temže potopil na mině. |
| HMS Porcupine | 28. března 1894 | 19. září 1895   | březen 1896     | Vyřazen 1920.                                        |

## Konstrukce

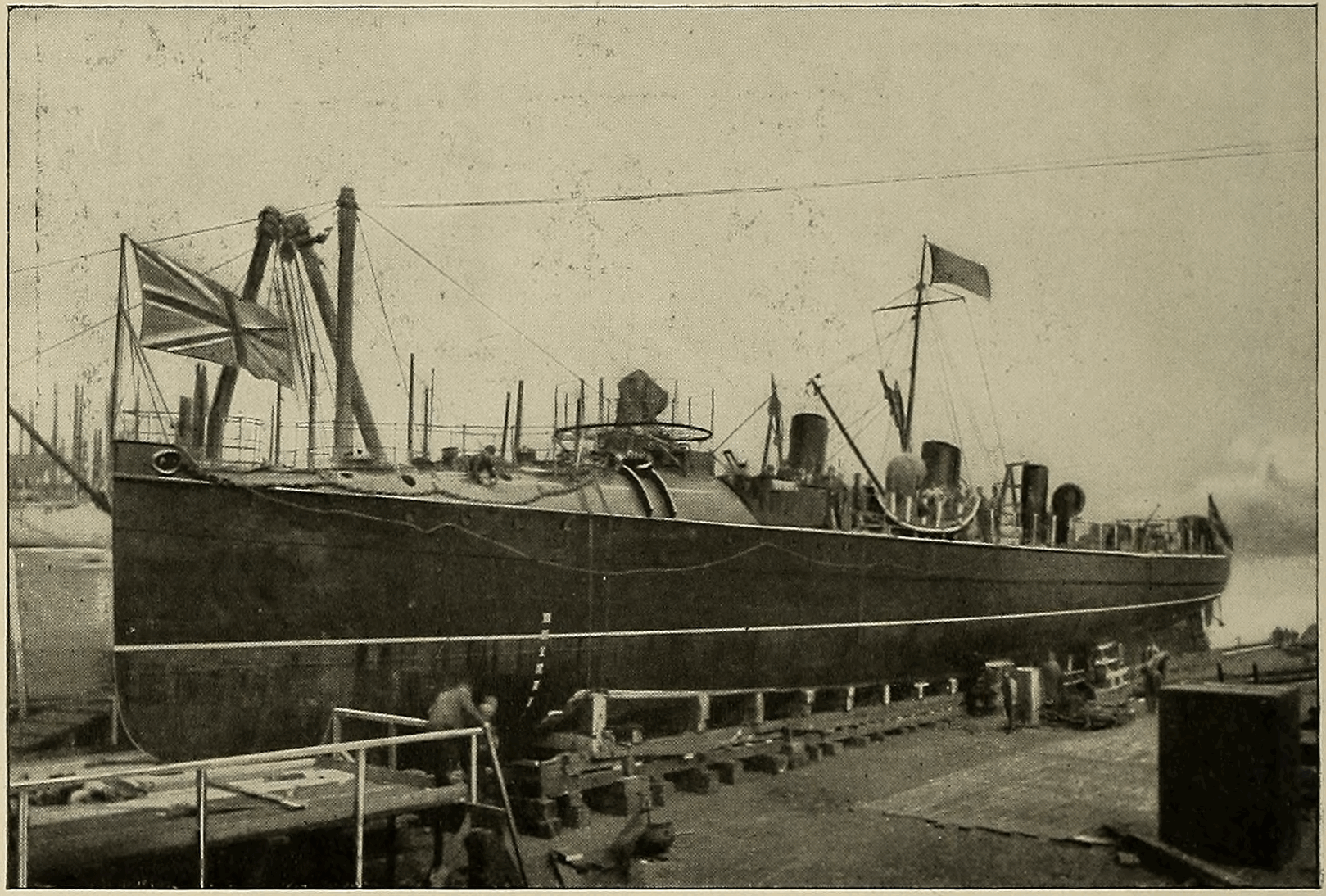
HMS Janus během stavby v loděnici Palmers

Výzbroj představoval jeden 76mm kanón, pět 57mm kanónů a dva jednohlavňové 457mm torpédomety se zásobou čtyř torpéd. Pohonný systém tvořily čtyři kotle Reed a dva tříválcové parní stroje s trojnásobnou expanzí o výkonu 3900 hp, roztáčející dva lodní šrouby. Spaliny odváděly tři komíny. Nejvyšší rychlost dosahovala 28 uzlů. Dosah byl 3000 námořních mil při rychlosti deset uzlů.